# Протасов, Александр Павлович
Александр Павлович Протасов (1790—1856) — тайный советник, сенатор, масон и мистик.

## Биография
Родился 19 (30) апреля 1790 года в семье Павла Ивановича Протасова (1760—1828), и Марьи Николаевны, урождённой Новосильцевой (1760—1830).
Словарь Половцова утверждает, что А. П. Протасов состоял в службе с 1803 года.

В 1809 году, А. П. Протасов издал книгу «Обозрение Истории Римского Права со времен Ромула до издания вновь исправленного Василикона Императором Константином Порфирородным», по поводу которой Н. М. Карамзин, ставший его родственником по отцовской линии, писал 27 марта 1810 года, что она «достойна одобрения и хвалы, как в рассуждении порядка мыслей, так и слога».
В 1822—1827 годах служил чиновником по особым поручениям при московском генерал-губернаторе; в 1824 году был произведён в действительные статские советники, затем был причислен к департаменту герольдии Сената; 29-го апреля 1830 года уволен в отставку. В следующем году, 6 декабря, был назначен обер-прокурором 2-го отделения 6-го департамента Сената. В январе 1833 года московский митрополит Филарет писал ему: «Вам неприятно рассматривать дела о преступлениях и приговаривать к наказанию. Подлинно это неприятно для всякого добраго человека. Что же хотите вы делать? Оставить службу? Так позвольте тоже сделать и всякому доброму человеку и пусть на седалища правосудия сядут судить воры воров и разбойники разбойников. Да полно, будет ли это лучше?»
Утверждается, что в 1837 году А. П. Протасов построил на Хитровской площади торговые ряды, продолжив тем самым обустройство площади, начатое генерал-майором Н. З. Хитрово.
Произведённый 31 декабря 1839 года в тайные советники, он был пожалован в звание сенатора 8-го, московского, департамента Сената.
Вышел в отставку 1 мая 1847 года.
Состоял членом Московского общества сельского хозяйства и почётным членом Императорского московского общества испытателей природы. Имел значительную библиотеку, преимущественно, на иностранных языках; из русских книг авторами были, в основном, мистические писатели.
Был холост. Умеренный по природе и убеждениям, он не выносил никакой роскоши. Крайности крепостного права привели его к решению отпустить на волю своих крепостных. Собирался уехать в Италию, но московский митрополит Филарет указал ему: «Вы не имеете душевного мира и надеетесь добыть его переменою места… Я желаю, чтобы в вашей душе нашлась Италия». Его родственник по материнской линии, Владимир Алексеевич Корнилов, уговорил его переехать в Крым, была куплена земля возле Севастополя, но началась война, до окончания которой Протасов не дожил. Умер он 21 февраля (4 марта) 1856 года.

## Награды
- Орден Святой Анны 1-й степени
- Орден Святого Станислава 1-й степени
- Орден Святого Владимира 3-й степени
- Орден Святого Иоанна Иерусалимского командорский крест
- Знак отличия за XXV лет беспорочной службы